# José Vicente Moreno
José Vicente Moreno Herrera (Ambato, 25 maggio 1962) è un ex calciatore ecuadoriano, di ruolo attaccante.

## Carriera

### Club
Ha sempre giocato nel campionato ecuadoriano.

### Nazionale
Con la maglia della nazionale ecuadoriana ha partecipato alla Copa América nel 1983.

## Palmarès

### Club

#### Competizioni nazionali
- Campionato ecuadoriano: 1

El Nacional: 1992